# Hươu đỏ Scotland
Hươu đỏ Scotland (Danh pháp khoa học: Cervus elaphus scoticus) là một phân loài của loài hươu đỏ có nguồn gốc ở quần đảo Anh. Đây là phân loài hươu đỏ có kích thước lớn.

## Mô tả
Hươu đỏ Scot nhỏ hơn hươu đỏ Tây Âu khác một chút. Vào mùa hè, những lớp lông khoác nhẹ trong màu sắc với một đường biên rõ rệt vào những miếng vá nhẹ trên mông. Phần còn lại của màu sắc là màu nâu đỏ tối với một khuôn mặt và cổ. Chân chúng có màu đen nâu. Vào mùa đông con vật mọc lông dài trên cổ. Các chân mày và đường phân cách của gạc của hươu thường gần nhau và ở khoảng cách trên đầu.

## Phạm vi
Phân loài hươu này phát triển mạnh ở Cao Nguyên và quần đảo của Scotland và trong các phần của nước Anh như Westmorland, Devon, Somerset, và New Forest. Nó cũng được tìm thấy ở County Kerry và Donegal ở Ireland. Tuy nhiên, hầu hết các hươu đỏ được lưu giữ trong các công viên ở quần đảo Anh có nguồn gốc từ các loài lớn hơn được đưa từ đại lục châu Âu, hươu đỏ Tây Âu (Cervus elaphus elaphus). Phân loài này cũng đã trốn thoát khỏi công viên hươu nai và đã trở thành hươu hoang ở một số khu vực.

## Kỷ lục
Kỷ lục chiều cao và cân nặng của phân loài hươu này thuộc về con hươu có tên là Hoàng đế của Exmoor (The Emperor of Exmoor) là con hươu được cho là đã thiệt mạng trong tháng 10 năm 2010. Trọng lượng của nó đã được ước tính là hơn 300 pounds (136 kg) và chiều cao của nó vào lúc 9 feet (2,7 m). Hươu đỏ về Vườn Quốc gia Exmoor lớn hơn hươu đỏ ở Scotland do chế độ ăn uống của chúng. Con hươu đã được gán cho biệt danh của nó bởi nhiếp ảnh gia Richard Austin. Cơ thể của nó được cho là đã phát hiện gần đường A361 giữa Tiverton và Barnstaple ở Devon, trong mùa lún hàng năm.
Nó đã được báo cáo là bị giết bởi một thợ săn có giấy phép. Trong vòng một vài ngày, quan sát địa phương khác cho biết đã nhìn thấy con vật còn sống. Rất ít người trong các sự kiện báo cáo thực sự có thể được xác nhận. The Guardian gọi là những câu chuyện "một huyền thoại". Ở Anh, những động vật lớn tuổi đôi khi tiêu hủy, đặc biệt là khi răng răng cửa của chúng bị mòn, làm cho nó khó khăn cho chúng để tồn tại trong mùa đông. Săn hươu là hợp pháp ở Anh theo Đạo Luật Deer 1991, mặc dù thợ săn phải xin phép từ các chủ đất. Người chủ có thể lấy hơn 1000 bảng Anh. 